# Luigi Antinori
Luigi Antinori (Bologna, 1697 circa – Firenze, 1734) è stato un tenore italiano.

## Biografia
Fu uno dei più celebri tenori dell'inizio del XVIII secolo, dotato di una voce pura e penetrante e di una padronanza fuori dal comune
Si recò a Londra nel 1725 e cantò in Elisa, opera di anonimo e in Elpidia di Leonardo Vinci e altre opere di George Frideric Handel, nelle quali Antinori sostituì Francesco Borosini che le aveva cantate in precedenza. Nella stagione 1726 cantò nelle opere di Handel, Scipione e Alessandro.